# 8e cérémonie des Saturn Awards
La 8e cérémonie des Saturn Awards, récompensant les films sortis avant 1981 — en grande partie en 1980 — et les professionnels s'étant distingués cette année-là, s'est tenue en juillet 1981.

## Palmarès
Les lauréats sont indiqués ci-dessous en premier de chaque catégorie et en gras.

### Meilleur film fantastique
- Quelque part dans le temps (Somewhere in Time)
  - Le Lagon bleu (The Blue Lagoon)
  - La Neuvième Configuration (The Ninth Configuration)
  - Oh, God! Book 2 (Oh, God! Book II)
  - Popeye

### Meilleur film d'horreur
- Hurlements (The Howling)
  - Pulsions (Dressed to Kill)
  - Fondu au noir (Fade to Black)
  - Fog (The Fog)
  - Shining (The Shining)

### Meilleur film de science-fiction
- Star Wars, épisode V : L'Empire contre-attaque (Star Wars: Episode V - The Empire Strikes Back)
  - Au-delà du réel (Altered States)
  - Les Mercenaires de l'espace (Battle Beyond the Stars)
  - Nimitz, retour vers l'enfer (The Final Countdown)
  - Flash Gordon

### Meilleur film à petit budget
- Scared to Death (Scared to Death)
  - Forbidden Zone (Forbidden Zone)
  - Human Experiments
  - Maniac
  - L'Ange de la vengeance (Ms. 45)

### Meilleur film international
- Scanners
  - Le Cercle de fer (Circle of Iron)
  - Le Monstre du train (Terror Train)
  - Harlequin
  - Le Château de Cagliostro (Rupan sansei: Kariosutoro no shiro)
  - L'Enfant du diable (The Changeling)

### Meilleur acteur
- Mark Hamill - Star Wars, épisode V : L'Empire contre-attaque
  - Christopher Reeve - Quelque part dans le temps
  - Dennis Christopher - Fondu au noir
  - Kirk Douglas - Nimitz, retour vers l'enfer
  - Alan Arkin - Simon

### Meilleure actrice
- Angie Dickinson - Pulsions
  - Jamie Lee Curtis - Le Monstre du train
  - Louanne - Oh, God! Book 2
  - Jane Seymour - Quelque part dans le temps
  - Ellen Burstyn - Résurrection (film, 1980)

### Meilleur acteur dans un second rôle
- Scatman Crothers - Shining
  - Max von Sydow - Flash Gordon
  - Martin Gabel - De plein fouet
  - Melvyn Douglas - L'Enfant du diable
  - Billy Dee - Star Wars, épisode V : L'Empire contre-attaque

### Meilleure actrice dans un second rôle
- Eve Brent - Fondu au noir
  - Nancy Parsons - Nuits de cauchemars
  - Eva Le Gallienne - Résurrection
  - Stephanie Zimbalist - La Malédiction de la vallée des rois
  - Linda Kerridge - Fondu au noir

### Meilleure réalisation
- Irvin Kershner - Star Wars, épisode V : L'Empire contre-attaque
  - Stanley Kubrick - Shining
  - Ken Russell - Au-delà du réel
  - Brian De Palma - Pulsions
  - Vernon Zimmerman - Fondu au noir

### Meilleur scénario
- William Peter Blatty - La Neuvième Configuration 
  - Paddy Chayefsky (Sidney Aaron) - Au-delà du réel
  - Lewis John Carlino - Résurrection
  - John Sayles - L'Incroyable Alligator
  - Leigh Brackett, Lawrence Kasdan - Star Wars, épisode V : L'Empire contre-attaque

### Meilleurs costumes
- Jean-Pierre Dorléac - Quelque part dans le temps
  - Doris Bettencourt - Fondu au noir
  - John Mollo - Star Wars, épisode V : L'Empire contre-attaque
  - Danilo Donati - Flash Gordon
  - Durinda Wood - Les Mercenaires de l'espace

### Meilleurs effets spéciaux
- Brian Johnson, Richard Edlund - Star Wars, épisode V : L'Empire contre-attaque
  - Chuck Comisky - Les Mercenaires de l'espace
  - Richard Albain, Tommy Lee Wallace, James F. Liles - Fog
  - Dave Allen, Peter Kuran - Hurlements
  - Gary Zeller - Scanners

### Meilleure Musique
- John Barry - Quelque part dans le temps
  - Pino Donaggio - Pulsions
  - Béla Bartók - Shining
  - John Williams - Star Wars, épisode V : L'Empire contre-attaque
  - Maurice Jarre - Résurrection

### Meilleur maquillage
- Dick Smith - Scanners
- Dick Smith - Au-delà du réel
  - Sue Dolph, Steve Neill, Rick Stratton - Les Mercenaires de l'espace
  - Rob Bottin, Rick Baker - Hurlements
  - Colin Booker - Fondu au noir
  - Giannetto De Rossi - L'Enfer des zombies

### Prix spéciaux

#### Golden Scroll of Merit
- Sybil Danning - Les Mercenaires de l'espace

#### Outstanding Film Award
- Harlequin

#### Best New Star Award
- Sam J. Jones

#### Life Career Award
- John Agar

#### Executive Achievement Award
- Charles Couch

#### Service Award
- Natalie Harris